# Dan Engell
Dan Engell (16. december 1941-1998) er en tidligere dansk atlet og idrætsleder. Han var medlem af Glostrup IC.
Engell deltog 1973 i VM på 12 km cross og opnåede en 145. plads.
Engell blev af Dansk Atletik Forbund udnævnt til "Årets leder 1992" og var forbundets eliteudvalgsformand till sin død 1998.
I 1986 åbnede Engell en butik for løbeudstyr i Århus sammen med sin samlever Dorthe S. Rasmussen som han også var træner for, senere oprettede de firmaet Ronhill til import af løbetøj.